# Fenriz
Gylve Fenris Nagell (Kolbotn, Noruega; 28 de noviembre de 1971), más conocido como Fenriz, es el baterista y fundador de la banda de black metal Darkthrone y exdiputado de Noruega.

## Biografía
La primera experiencia de Gylve con el heavy metal fue a los 3 años, cuando su tío le regaló el álbum Sweet Freedom de Uriah Heep por su cumpleaños. Luego empezó a interesarse por grupos como The Doors y Metallica.
Darkthrone fue creada como una banda de death metal con el nombre de Black Death en 1986, con la que grabaron dos demos y de la cual Fenriz era el vocalista y batería. En aquellos momentos, Fenriz también formaba parte de un grupo de black/doom metal llamado Valhall, que ensayaba en su sótano. Fenriz ha manifestado que tenía un gran interés por Bathory en 1986, pero afirma que no entendió la "oscuridad" del black metal hasta escuchar Evil de Mercyful Fate (da el mismo crédito a una canción de la banda húngara Tormentor en 1989). Ese mismo año Fenriz deja de lado Valhall (aunque sigue grabando las pistas de batería en sus discos) con el fin de concentrarse en Darkthrone. También comenzó un proyecto en solitario black folk (noruego) metal titulado Isengard (nombre tomado de El Señor de los Anillos, de J. R. R. Tolkien). Para Darkthrone fue una banda que se opuso a la progresión estilística y el cambio. Solo el proyecto ambiental de Fenriz llamado Neptune Towers sirvió como un ejemplo de sus variados gustos musicales. Fue seguido por otra excelente contribución en la escena folk metal de Noruega: Storm, que formó junto a Satyr (de Satyricon) y la cantante Kari Rueslåtten (The Third & the Mortal). Lamentablemente este proyecto terminaría con su único álbum (Nordavind) debido a que Fenriz y Satyr no respetaron la petición de Kari acerca de no poner mensajes extremos o anticristianos en el álbum.
Fenriz estuvo casado con Tanja "Nachthexe" Stene (dibujante responsable de algunas portadas de álbumes de Burzum y Ulver y escritora del libro "The Ancient Fires of Midgard").
Es sabido que Fenriz y Varg Vikernes mantienen una sólida amistad desde muy temprana edad. Como anécdota, Fenriz colocó una carga .357 Magnum en la frente de Varg y lo acusó de llamarle gordo. Uno o dos años más tarde (en 1988, aproximadamente) habrían formado su primera banda 'Kalashnikov' junto a otro sujeto de nombre desconocido y en la que Fenriz duraría muy poco por querer dedicarle tiempo completo a Darkthrone. Vikernes siempre ha hablado bien de Fenriz y ha dicho en más de una ocasión el respeto y aprecio que le tiene, ha dicho en antiguas entrevistas "Fenriz es mi amigo y hermano, por eso colaboré cediéndole algunas letras, es un auténtico pagano nórdico antidemócrata, por eso siempre tendrá mi respeto". las letras que Varg cedió a Fenriz fueron para los discos "Transilvanian Hunger" y "Panzerfaust", respectivamente, además de cederle el tema "Ea, Lord of the Depths" para el compilado hecho por Fenriz "Fenriz Presents... The Best of Old-School Black Metal", Fenriz ha dicho al respecto: "La frialdad de Noruega, sentimientos intensos en su mejor momento, incluso he ensayado esta canción con Varg en más de una ocasión, cuando estaba mirando a su alrededor para bateristas, al parecer, Varg sólo tocaba la batería un poco antes de que este primer álbum fuera grabado, y yo personalmente estoy muy contento por eso, debido a que sobresale un poco mi punto de vista que la esencia de Black metal no está en la maestría musical, sino en la actitud, y Burzum es uno de los actos más importantes en este juego. Este es el tipo de sonido primitivo y excelente atmósfera que ni las pesadillas habrán hecho alguna vez".
Fenriz dice ser apolítico y no es partidario de los acontecimientos ocurridos a principios de la década de 1990 en la escena del black metal que comenzaba a desarrollarse en Noruega. En una entrevista, Fenriz dijo que estaba en contra del libro Lords of Chaos, comparando su bombo a Oprah. Fenriz prefiere mantener a Darkthrone fuera de la atención, a finales de 2004 rechazó una candidatura a un premio noruego de "Alarm Award". Afirmó que Darkthrone "no tenía interés en ser parte del boom y el lado del espectáculo de la industria de la música". Fenriz es conocido por su negativa a tocar en vivo y su falta de interés en la música como negocio. Fenriz es uno de los personajes de coordinación en la película/documental sobre el black metal titulada "Until the Light Takes Us" (2009).
Fenriz actualmente vive en Oslo, y tiene una etiqueta de registro junto a Nocturno Culto llamada Tyrant Syndicate Productions, que es un subsello de Peaceville Records (en la que firma Darkthrone). A finales de 2004, Fenriz publicó un álbum recopilatorio a través de Peaceville titulado Fenriz Presents... The Best of Old-School Black Metal, que incluye temas seleccionados de artistas tan influyentes como Celtic Frost, Hellhammer, Burzum, y Bathory. Desde el 2005 Fenriz y Nocturno Culto consiguieron un estudio portátil en el que graban por su cuenta las nuevas composiciones para Darkthrone. En 2009 sale a la venta el EP de la banda Thrash metal/Crust Fuck You All limitada en copias en la que Fenriz figura como bajista. En este mismo año Fenriz vuelve a trabajar en un proyecto Doom metal "Fenriz Red Planet" en la que utiliza influencias de bandas de los años 70/80 como Black Sabbath, Pentagram (Us), Candlemass y Trouble (Us), el proyecto fue iniciado oficialmente en 1989, pero no fue hasta 4 años más tarde en 1993 que grabó tres temas en la que Fenriz toca todos los instrumentos, y fue por convencimiento de Nattefrost que se ánimo a grabar seriamente con el proyecto y así salió a la luz el Split "Engangsgrill". En este mismo año Fenriz publicó dos recopilatorios para el blog en internet de la revista "Vice" de España (el mismo como Dj V.K.O.M.) el primero titulado A Fist in the Face of God Presents Fenriz Aka Dj V.K.O.M. Trapped Under Vice Vol.I en la que muestra una selección de bandas Death/Thrash metal "ocultistas" según palabras del mismo fenriz, en la que incluye bandas de lugares tan variados como lo son los sudamericanos Pentagram de Chile o los Vulcano de Brasil. Y el segundo recopilatorio titulado del mismo nombre que el primero… Trapped Under Vice Vol.II nos traslada a los años ’68 y ’78 y nos pone frente a bandas de rock clásico bluseras y progresivo con toda la potencia y estilo de bandas como Caravan, Lucifer's Friend, Sir Lord Baltimore, Scorpion y Black Oak Arcansas. En 2010 sale un tercero y cuarto recopilatorio este último en compañía de Sindre Solem de la banda Obliteration; "Trapped Under Vice Vol.III" en el que Fenriz nos muestra una selección de bandas punk/metal y que él solía escuchar en los '80 y que a su juicio encajaban con el estilo, y "Trapped Under Vice Vol.IV" con clásicos del metal con la gran Egypt del desaparecido y añorado DIO.
Se sabe que Fenriz siempre ha sido apolítico, pero en 2016 lo que quiso hacer como una broma no le salió como esperaba y terminó elegido como diputado. El artista aceptó la petición de postularse a las votaciones sin la más mínima intención de que los votantes lo eligieran. "Un día me llamaron y me preguntaron si quería estar en la lista para las elecciones de representantes del Concejo. Dije que sí, pensando que sería el último tras la votación y no tendría que hacer nada", afirmó el metalero.
Sus pocas ganas de ser elegido eran tan grandes que en la foto de su 'campaña' escogió posar con su gato y la frase, "Por favor, no votes por mí". Contrario a sus deseos, habitantes de Kolbotn votaron por él siendo estos votos suficientes para quedar elegido.
En una entrevista declaró: "La gente simplemente se volvió loca. Después de las elecciones me llamó el cabeza de lista y me dijo que ahora soy diputado. Yo no estaba muy contento, y no lo estoy ahora", expresó Fenriz admitiendo que será un trabajo aburrido y con el cual "no ganará mucho dinero".
Por desgracia para el nuevo diputado, este no podrá renunciar al cargo hasta no completar los cuatro años que dura el periodo. "Si te eligieron tienes que permanecer en el puesto durante cuatro años y solo entonces podrás dimitir", admitió.
En 2020 acabó su periodo de diputado y retomó la música en forma hasta la actualidad.

## Proyectos musicales
- Black Death - voz y batería (1986-1987-ahora es Darkthrone)
- Darkthrone – voz, guitarra, bajo, batería, sintetizador, letras (1987-presente)
- Valhall – batería de estudio (1987-1989, 2007-presente)
- Isengard – voz, guitarra, bajo, batería, letras (1989-1995-presente)
- Neptune Towers – teclado, sintetizador (1993-1995)
- Dødheimsgard – bajo en el promo de 1994, bajo y voces en Kronet Til Konge (1995)
- Storm – voz y batería (1995)
- Eibon - batería, 1999 (con Satyr de Satyricon, Killjoy de Necrophagia, Phil Anselmo de Pantera)
- Fuck You All – bajo (2000-2001)[cita requerida]
- Fenriz' Red Planet - todos los instrumentos (1989-1993-2009)
- Vombator

## Discografía
Nota: Todos los álbumes son de Darkthrone, salvo en los que está indicado.
- 1987 - Trash Core, Demo (con Black Death)
- 1987 - Black is Beautiful, Demo (con Black Death)
- 1988 – Land of Frost, Demo
- 1988 – A New Dimension, Demo
- 1988 - The Castle of Death, Demo (con Valhall)
- 1989 - Amalgamation, Demo (con Valhall)
- 1989 – Thulcandra, Demo
- 1989 – Cromlech, Demo
- 1989 – Spectres Over Gorgoroth, Demo (con Isengard)
- 1990 - Trauma, Demo (baterista track 1 y 3 con Valhall)
- 1990 – Soulside Journey
- 1991 – Horizons, Demo (con Isengard)
- 1991 – Goatlord, Demo
- 1992 – A Blaze in the Northern Sky
- 1993 – Under a Funeral Moon
- 1993 – Vanderen, Demo (con Isengard)
- 1994 – Transilvanian Hunger
- 1994 – Caravans to Empire Algol (con Neptune Towers)
- 1994 - Vinterskugge, Compilación (con Isengard)
- 1994 - Promo 1994, Demo (con Dødheimsgard)
- 1995 - Moonstoned (con Valhall)
- 1995 – Høstmørke (con Isengard)
- 1995 – Transmissions From Empire Algol (con Neptune Towers)
- 1995 – Nordavind (con Storm)
- 1995 – Krønet Til Kønge (con Dødheimsgard)
- 1996 – Total Death
- 1996 – Goatlord
- 1997 - Heading For Mars (con Valhall)
- 1999 – Ravishing Grimness
- 2001 – Plaguewielder
- 2003 – Hate Them
- 2004 – Sardonic Wrath
- 2004 – Fenriz Presents... The Best of Old-School Black Metal (recopilatorio con temas de las bandas pioneras del black metal)
- 2006 - Too Old, Too Cold, Ep
- 2006 – The Cult Is Alive
- 2006 - Forebyggende Krig, Single
- 2007 - NWOBHM"New Wave of Black Heavy Metal", Ep
- 2007 – F.O.A.D."Fuck Off And Die"
- 2008 – Dark Thrones and Black Flags
- 2009 - Fuck You All (con Fuck You All, material grabado en 2001)
- 2009 – Engangsgrill (con Fenriz' Red Planet, material grabado en 1993), Split con Nattefrost
- 2009 - Red Planet (con Valhall)
- 2010 – Circle the Wagons
- 2013 – The Underground Resistence
- 2016 - Arctic Thunder
- 2019 - Old Star
- 2020 - Vårjevndøgn (con Isengard)
- 2021 - Eternal Hails...

## Contribuciones
- Satyricon – baterías y letras para los temas 4 y 5 en Nemesis Divina (1996), percusión en Rebel Extravaganza (1999)
- Ulver – vocalista en el tema "A Song Of Liberty Plates 25-27" del álbum Themes from William Blake's The Marriage of Heaven and Hell (1998)
- Aura Noir – vocalista adicional en Increased Damnation (2000) y The Merciless (2004)
- Red Harvest – vocalista adicional en "Absolut Dunkel:heit" del álbum Cold Dark Matter (2000)
- Cadaver Inc. – vocalista adicional en Discipline (2001)
- Audiopain – líricas adicionales en Revel in Desecration (2002)
- Trashcan Darlings – vocalista adicional en "Dehumanizer" del álbum Episode 1: The Lipstick Menace (2002)
- Seth - letras